# Веренич В'ячеслав Леонтійович
В'ячеслав Леонтійович Веренич (12 березня 1924, Рухча — 27 серпня 1999, Мінськ) — білоруський мовознавець, полоніст, славіст. Кандидат філологічних наук.
Батько Леонтій Якович Веренич. Мати Олександра Григоріївна Шпаковська. Вереничи і Шпаковські належали до родів православної пинської шляхти. Дружина Галина Іванівна Веренич. Сини Сергій і Вадим.

## Біографія

### Освіта
Закінчив рухчинську початкову школу, плотницьку семирічну школу і Пінську гімназію (1939). Шестимісячні вчительські курси. Закінчив заочно Пінське педучилище (1944–1946), Пінський учительський інститут (1948–1952) і Мінський педагогічний інститут ім. А. М. Горького (1953–1956). З 28 січня 1957 в аспірантурі Інституту мовознавства АН БРСР. Навчався у аспірантурі Інституту слов'янознавства АН СРСР в 1958–1961.

### Робота
З серпня 1940 до липня 1941 працював завідувачем і вчителем початкової школи на х. Могильно Столінського району. З вересня  по листопад 1941 року вчитель початкової школи в Ворсині на Столинщині. Директор глинковської семирічної школи (1949–1953). Інспектор столинського відділу народної освіти в 1953–1955. Завідувач столинського відділу народної освіти (1955–1957). З 28 грудня 1961 до 31 травня 1995 працював в загального і слов'янського мовознавства Інституту мовознавства ім. Я.Коласа Академії Наук БРСР (пізніше Національної Академії Наук Білорусі).

### Полоністика
В 1967 році створив дослідницьку групу по вивченню польських говірок на території СРСР. Результатом її праці став збірник «Польські говірки в СРСР» (у 2-х частинах). 27 червня 1975 захистив дисертацію на тему «Проблеми інтерференції в острівних говірках. На матеріалі мазурської говірки на Поліссі і Нижній Силезії». Автор понад 120 публікацій.

### Регіональні дослідження
З 1965 року познайомився з дослідником Західного Полісся діалектологом Федором Климчуком. З земляками дослідник розмовляв виключно рідною західнополіською говіркою. В 1999 році став одним з ініціаторів створення Західнополіського науково-краєзнавчого товариства «Загороддя».
З 1960 створив ономастичну програму і почав дослідження в Столинському і Пінському районах. Збір матеріалів вівся до 1985 року. Усього досліджено 140 населених пунктів. 19 вересня 1997 року на семінарі присвяченому фотовиставці «Полісся якого не знаємо» прочитав доповідь «Прізвища жителів Столинщини». 6 січня 1997 року виступав на засіданні товариства «Загороддя» з доповіддю «Етнографічне дослідження Полісся в XIX-ХХ стст.». З 1999 року зібрані матеріали разом із вступними статтями розміром у 40 авторських аркушів упорядковані Федором Климчуком і надруковані в книзі «Веренич В. Л., Поліський архів».